# Міністерство державної безпеки Української РСР
Міністерство державної безпеки Української РСР — союзно-республіканське міністерство, входило до системи органів безпеки СРСР і підлягало в своїй діяльності Раді Міністрів УРСР і Міністерству державної безпеки СРСР.

## Історія
Створене з Народного комісаріату державної безпеки УРСР у березні 1946 року у зв'язку з переформуванням наркоматів. 10 квітня 1953 року об'єднано із Міністерством внутрішніх справ УРСР. У 1954 році трансформовано в Комітет державної безпеки при Раді Міністрів УРСР.

## Міністри (наркоми) державної безпеки УРСР
- Мешик Павло Якович (1941—1941)
- Савченко Сергій Романович (1943—1949)
- Ковальчук Микола Кузьмич (1949—1952)
- Івашутін Петро Іванович (1952—1953)